# Bases Autónomas

Bandera utilizada por Bases Autónomas en sus actos y publicaciones.

Bases Autónomas (acrónimo BB.AA.) fue una organización neonazi y anarcofascista que operó en España desde 1983 hasta mediados de los 90.

## Historia y acciones
La organización fue fundada en Madrid en 1983, como Confederación Nacional Revolucionaria de Bases Autónomas; de adscripción ideológica neonazi o neofascista, también ha sido etiquetada tentativamente como «anarco-nazi» o «anarcofascista». Fue uno de los gérmenes de las bandas de 'skin' violentas de España. El grupo, que no contaba con una estructura jerárquica clara, afirmaba ser de «la Tercera Posición». Entre sus actividades se contaba el grafiti, el vandalismo y los ataques contra minorías étnicas, y la difusión de los periódicos clandestinos «Cirrosis» y «¡A por ellos!». Articuló un mensaje nacionalista en oposición a la inmigración extracomunitaria.
Se autodisolvió en 1990 por la presión de las fuerzas policiales tras el asesinato de Josu Muguruza en 1989 y se reactivó a los pocos años.
A lo largo de su historia se la ha relacionado con una gran cantidad de acciones violentas: el ataque a un acto de Adolfo Suárez, el homicidio de Ricardo Rodríguez, el asesinato de Susana Ruiz, el asesinato del mendigo Alejo Aznar en Guecho o la tortura y asesinato de otro indigente. Fue señalada como una de las bandas más violentas de Madrid.